# Loiredal tussen Sully-sur-Loire en Chalonnes-sur-Loire

Kasteel van Chambord.

Het Loiredal tussen Sully-sur-Loire en Chalonnes-sur-Loire is door UNESCO in 2000 tot Werelderfgoed verklaard. Het Loiredal van de Loire tussen Sully-sur-Loire en Chalonnes-sur-Loire is in 2000 op de lijst geplaatst vanwege haar landschappelijke en culturele waarde en de historische dorpen en steden, met name Amboise, Angers, Blois, Chinon, Montsoreau, Orléans, Saumur en Tours. Onder de vele architectonische monumenten zijn de kastelen het meest bekend.
Het kasteel van Chambord had een zelfstandige inschrijving als werelderfgoed sinds 1981, maar is sinds 2000 opgenomen in het geheel.